# Lucius Caesonius Lucillus Macer Rufinianus
Lucius Caesonius Lucillus Macer Rufinianus war ein römischer Senator im 3. Jahrhundert n. Chr. und war im Jahre 238 Mitglied in einer Senatskommission zum Schutze des Römischen Reiches, der Vigintiviri rei publicae curandae.

## Leben

### Herkunft
Rufinianus stammte aus dem italischen Raum des Römischen Reiches. Seine Abstammung lässt sich der Familie caesonia zuordnen. Die lokale Übereinstimmung der ihn betreffenden und gefundenen (Grab-)Inschriften mit den Standorten der Latifundien und Villen der Caesonier bestätigen diese Zuordnung. Des Weiteren war Rufinianus kein Patrizier, sondern ein homo novus. Seine Eltern waren Gaius Caesonius Macer Rufinianus und Manilia Lucilla.

### Laufbahn
Seinen cursus honorum begann Rufinianus auf der niedrigsten Stufe des Vigintivirats (nicht zu Verwechseln mit dem Gremium der Vigintiviri von 238₵), als tresvir capitalis, die der Stellung eines Vollzugsbeamten und Gehilfen eines Prätors gleichkommt. Sein Status als homo novus machte es ihm schwer, im Senat Anerkennung zu finden. Sein sozialer Aufstieg wurde durch ein Legionstribunat vor dem Jahr 180 im Gang gesetzt, das ihm vom Kaiser einige militärische Auszeichnungen einbrachte. Zusätzlich war er in den Bürgerkriegsjahren von 193 bis 197 Parteigänger des Septimius Severus gewesen und konnte dadurch seinen Aufstieg beschleunigen.
Als er seine senatorische Laufbahn als decemvir stlitibus iudicandis begonnen hatte, musste er bereits ins Patriziat gewählt worden sein. In der gleichen Zeitspanne bekam sein Sohn den Status eines Patriziers. Seine weitere Karriere verlief nun grundlegend zivil: Rufinianus bekleidete viele senatorische Ämter, wie etwa das des quaestor kandidatus und praetor kandidatus, curator rei publicae Suessanorum und curator rei publicae tuscolanorum etc. Wichtig für die Einordnung seines sozialen Status war die Wahl zum Konsul im Jahre 222 und die Annahme der überaus wichtigen Provinz Africa als Legat und später als Prokonsul.
Des Weiteren war er Mitglied im Gremium der Vigintiviri, einer Senatsdeputation zum Schutze Roms vor Maximinus Thrax, und praefectus urbi, Stellvertreter des Kaisers in der Stadt Rom, im Jahre 254. All diese Ämter deuten auf eine hohe Stellung im römischen Imperium. Seine Verwaltung der Provinz Africa wird von einigen Geschichtswissenschaftlern in Bezug zur Erhebung der Gordiane zu Kaisern gebracht, obwohl es hierfür keine direkten Belege gibt.